# Sindicato Andaluz de Trabajadores
El Sindicato Andaluz de Trabajadores (SAT) es un sindicato español de ideología nacionalista andaluza, anticapitalista y de clase, constituido en Sevilla el 23 de septiembre de 2007.
Surgió tras la unión de diferentes sindicatos de Andalucía: uno de olivareros del Aljarafe, otro de trabajadores municipales de Marbella, Autonomía Obrera (sindicato de trabajadores del Ayuntamiento de Cádiz), el Foro Sindical Andaluz (antiguamente vinculado al Partido Comunista del Pueblo Andaluz y posteriormente expulsado del SAT y del PCPA por publicar panfletos xenófobos)[cita requerida] y el histórico Sindicato de Obreros del Campo (SOC).

## Creación
El SAT fue constituido el 23 de abril de 2007 en la Universidad Pablo de Olavide de Sevilla.

## Bases ideológicas
El SAT se declara como un sindicato de clase, alternativo, anticapitalista, asambleario, de acción directa, autónomo, independiente, solidario, internacionalista, pluralista, abierto, antipatriarcal, confederal, republicano, nacionalista andaluz, y de izquierdas.

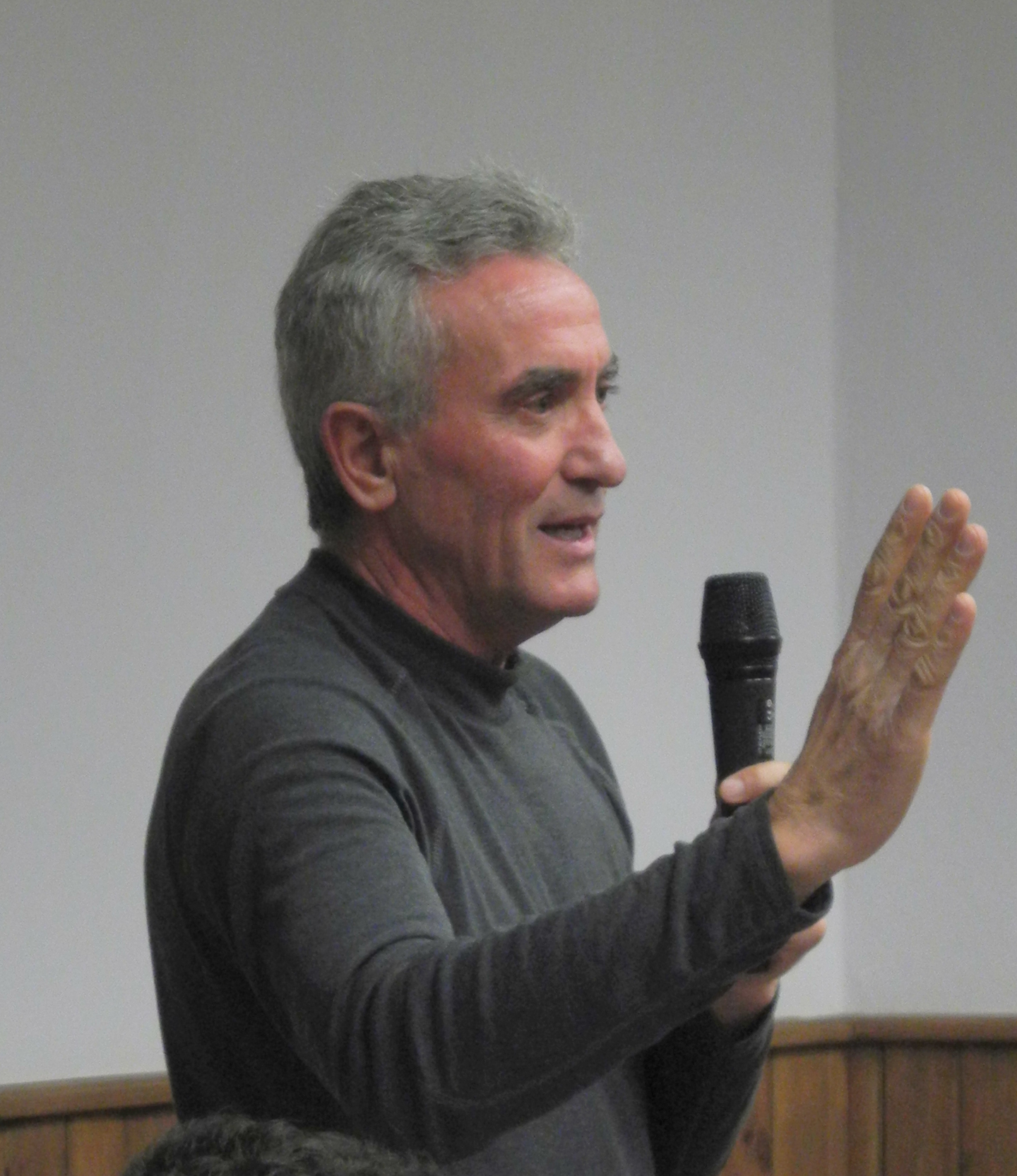
Diego Cañamero fue portavoz nacional del SAT desde su fundación en 2007 hasta el II Congreso, celebrado en octubre de 2015.

Tiene unos 20 000 afiliados. Destaca por las constantes manifestaciones y revindicaciones, así por los métodos utilizados en estas, como por ejemplo ocupaciones de propiedades. En los últimos dos años ha ido ganando terreno en las elecciones sindicales, siendo especialmente popular en las provincias de Cádiz y Sevilla.
El SAT celebró su I Congreso Nacional en diciembre de 2011, en el que se decidieron las políticas a seguir por dicho sindicato en los próximos años. Este primer proceso congresual tuvo lugar en Sevilla. Aún no naciendo de sindicatos especialmente andalucistas, desde sus inicios es común ver arbonaidas (bandera nacionalista andaluza), así como una versión que carece de estrella, ocupando en su lugar las siglas (SAT) del sindicato.
En octubre de 2015 el SAT celebró su II Congreso en Gilena, localidad de la provincia de Sevilla. En esta ocasión, se eligió al joven Óscar Reina como nuevo Portavoz Nacional, en sustitución de Diego Cañamero.

## Acciones mediáticas
El SAT pregona la acción directa.

### Polémica con Cayetano Martínez de Irujo
Tras unas polémicas declaraciones en televisión de Cayetano Martínez de Irujo en las que declaró "Cuando ves que la gente joven no tiene el menor ánimo de progresar, eso es grave. Eso sólo pasa en Andalucía. Sinceramente. Eso en el norte de España no pasa, en el centro tampoco. Ni tan siquiera en Extremadura", además de insinuar que en Andalucía la gente no quería trabajar el SAT organizó una manifestación, a la que asistieron unas 500 personas, en la finca del conde donde lo increparon y le reprocharon sus palabras. Además, le exigieron unas disculpas públicas y una reunión con los sindicalistas con el objetivo de mostrarle la realidad, según el SAT, de los jornaleros andaluces.
Martínez de Irujo aceptó la petición del SAT, reuniéndose el 20 de diciembre de 2011 con Juan Manuel Sánchez Gordillo y Diego Cañamero, quienes acuden acompañados de un grupo de afiliados. Tras la reunión con los sindicalistas, el Conde de Salvatierra rectificó, alegando que había visto una "realidad que desconocía". Matizó, asimismo, que en sus declaraciones se refería a un grupo reducido de andaluces y mostró un "interés común" por las propuestas del SAT, accediendo a visitar la cooperativa de Marinaleda, así como a iniciar un proceso para facilitar el acceso a sus tierras a los jornaleros. Tras conocer las instalaciones de Marinaleda, el noble reconoció su interés por el sistema cooperativista y anunció la posibilidad de crear un sistema de policultivo en sus fincas con el apoyo del SAT. También se comprometió a defender y promocionar los productos de Humar, la cooperativa de Marinaleda.

### Ocupación de la finca Somonte
En la mañana del 4 de marzo de 2012 unos 500 miembros del SAT ocuparon la Finca Somonte, en el término municipal de Palma del Río, en la provincia de Córdoba. Esta finca, propiedad de la Junta de Andalucía, tenía previsto salir el día siguiente a subasta pública.
A partir de esta ocupación una treintena de personas de Posadas, Córdoba y otros territorios se quedaron en esta finca con el objetivo de permanecer en ella, comenzar a trabajarla y así poner en práctica la idea de que la tierra tiene que ser autogestionada por los propios trabajadores, para crear el máximo número de empleo y favorecer el desarrollo de la economía local y comarcal.
En la madrugada del 26 de marzo efectivos de la Guardia Civil desalojaron la finca pero los jornaleros, reunidos en asamblea tras el desalojo, decidieron continuar con la lucha y volver a ocupar la finca en la madrugada, contando para ello con el apoyo de más de un centenar de sindicalistas y simpatizantes llegados desde diversos puntos de Andalucía, en especial de los pueblos cercanos.
En el presente, la finca continúa ocupada por el SAT y con la ayuda de algunas de las cooperativas formadas por miembros de dicho sindicato se han puesto en producción más de 300 hectáreas con cultivos de secano, aprovechando la zona donde se cuenta con agua para hacer cultivo de regadío habiéndose reservado 40 hectáreas para el huerto en el que se están cosechando desde los primeros meses verduras, frutas y hortalizas varias como lechugas, tomates, berenjenas, pimientos, sandías, calabazas, calabacines y otros productos dependiendo de la temporada. En cuanto a ganado, cuentan con un aproximadamente un centenar de ovejas, además de gallinas y algunos patos.
El proyecto ha suscitado cierto interés tanto dentro como fuera de Andalucía y España, asegurando los jornaleros que reciben casi diariamente a periodistas de todo el mundo, así como personas anónimas que quieren conocer y colaborar en el proyecto.

### Ocupación de la finca de Las Turquillas
Alrededor de 1000 sindicalistas del SAT ocuparon en la mañana del 24 de julio de 2012 la Finca Las Turquillas, en Écija (Sevilla), donde se ubica la Yeguada Militar del Ejército. La finca, dependiente del Ministerio de Defensa de España, tiene 1.200 hectáreas, la inmensa mayoría en baldío, dado que el Ejército español sólo utiliza 20 hectáreas para la yeguada.
Tras recorrer el kilómetro que separa la carretera de la finca se penetró en zona militar (advertida por grandes cartelones), donde una comisión del SAT se entrevistó con los mandos militares. Dentro del recinto militar esperaba una compañía de antidisturbios de la Guardia Civil y efectivos del Ejército español, por lo que en asamblea se decidió no forzar la entrada al recinto y permanecer en la zona militar de la finca, iniciando los trabajos de infraestructura y logística para permanecer en la misma.
Por la tarde se empezó a habilitar una zona donde esa misma noche más de 100 sindicalistas se quedaron a pasar la primera noche en la finca ocupada.
El entonces portavoz del SAT, Diego Cañamero, señaló que el objetivo de la ocupación es "que la tierra pase a manos de los trabajadores" y que la finca, dedicada a la cría de caballos, pase a ser utilizada por cooperativas de trabajadores y trabajadoras. "No queremos la propiedad de la tierra, queremos su uso", enfatizó Diego Cañamero, "que la tierra sirva para dar trabajo y crear riqueza, y no para recibir subvenciones de Europa".
El dirigente del SAT destacó que la comarca sevillana donde se ubica la finca sufre "un 40% de paro" y, ante esa situación, "no puede ser que tierras públicas o privadas puedan estar ajenas a la realidad de un pueblo que ya no sabe qué hacer con el paro". "Queremos demostrar que, en manos de cooperativas, la finca tendrá otro uso, pensando en la creación de trabajo y en sacar productividad a la tierra y no sólo en subvenciones de la UE", explicó Cañamero.
Ante la vigilancia de las fuerzas de seguridad que acompañó la ocupación, que se desarrolló sin incidentes, el dirigente sindical declaró que "hemos venido a quedarnos, no es una ocupación simbólica". "Somos conscientes, creemos en lo que hacemos y lo hacemos pacíficamente", declaró Cañamero, que aseguró que "si nos expulsan, volveremos y lo haremos hasta que el gobierno ceda esas tierras a los trabajadores".
El 10 de agosto de 2012 se produjo el desalojo por miembros de la Guardia Civil; sin incidentes, los sindicalistas salieron pacíficamente.
En el presente aún sigue desalojada, aunque el SAT ha anunciado pretende volver a ocuparla hasta que pase a manos de los trabajadores, muchas organizaciones y personas anónimas se han solidarizado con la ocupación al igual que con Somonte, llegan muestras de apoyo de muchas zonas de España y de muchos países del mundo.

### La "expropiación forzosa" de alimentos
El 7 de agosto de 2012 un grupo de afiliados al SAT entró en un supermercado de la cadena Mercadona, en la localidad sevillana de Écija, y tras llenar varios carros de compras con productos básicos anunciaron su intención de no pagar el importe alegando que están realizando una "expropiación forzosa" de alimentos de primera necesidad para donarlos a una ONG que se encargaría de repartirlos entre los barrios más humildes de la localidad. Tras la negativa de los empleados, se produjo un momento tenso entre los sindicalistas y los trabajadores del comercio. La empresa valenciana Mercadona denunció los hechos alegando que "se llevaron la comida y agredieron a dos trabajadoras". La acción, a la que fueron invitados varios medios de comunicación, cogió por sorpresa a las fuerzas de seguridad que seguían de cerca a otro grupo de sindicalistas liderados por Juan Manuel Sánchez Gordillo. Este segundo grupo no participó en la acción de expropiación, aunque sí se personó en el lugar una vez sacados los carros.
De forma paralela, en Arcos de la Frontera (Cádiz), Cañamero, acompañado de otros sindicalistas y simpatizantes, entraron en otro supermercado, en este caso de la compañía francesa Carrefour, aunque sin poder llevarse los productos debido a la presencia de efectivos de la Guardia Civil. Tras negociar con los directivos del supermercado, la cadena les permitió llevarse los productos para fines sociales, así como se compromete con el sindicato a colaborar con este mediante más donaciones de alimentos.
El 8 de agosto de 2012, el Ministro de Interior ordenó detener a los sindicalistas que cometieron los actos. Esa misma noche, el secretario de organización del SAT, José Caballero y el responsable provincial de Granada, Néstor Salvador, fueron detenidos. Tras la puesta en libertad de los detenidos, Sánchez Gordillo realiza unas declaraciones en las que explica que el objetivo de la acción directa llamada "expropiación forzosa" fue, además del reparto de los alimentos, el de dar un toque de atención al gobierno sobre la situación del sector más afectado de la sociedad española en general y andaluza en particular. Gordillo lamentó además que "hubiese vuelto el franquismo y el terrorismo estatal a España con la llegada del PP” y asegurando no entender “por qué no se detiene a Botín y a otros banqueros que roban miles de millones, o muchos gerifaltes de los partidos que han robado a manos llenas”. Los alimentos fueron entregados a los vecinos de Corrala La Utopía (Sevilla), un bloque de viviendas ocupado por familias sin recursos.
Los hechos fueron apoyados por sectores andalucistas e IU, mientras que fue duramente penado tanto por el Partido Popular (PP) como por el Partido Socialista Obrero Español (PSOE), así como por los principales sindicatos españoles.

### Marchas Obreras "Andalucía en pie"
El SAT reanudó el 16 de agosto de 2012 en Jaén sus movilizaciones, después de estar en todas las portadas de periódicos y canales de televisión nacionales e internacionales por la expropiación de alimentos en un Mercadona de Écija (Sevilla) y en un Carrefour de Arcos de la Frontera (Cádiz), planteando una serie de "marchas obreras" que parten de distintos pueblos de todas las provincias de Andalucía hacia cada una de sus capitales.
Según aseguró Cañamero, las movilizaciones del SAT incluirían "acciones sorpresa". Además, volverián a ocupar la finca de Las Turquillas en ese mismo mes.
Cañamero explicó que el 14 de agosto de 2012 se celebró la Asamblea Nacional del SAT. En ella decidieron el calendario de marchas y que "antes de que se acabe el mes de agosto" volverían a ocupar Las Turquillas, hecho que ocurrió finalmente en mayo de 2013.
De esta forma el calendario de marchas, en el que participaron representantes de más de 100 uniones locales, se inició el 16 de agosto de 2012 en la provincia de Jaén y terminó en Huelva el 23 de octubre. Se recorrieron unos 350 kilómetros y participaron unas 50 000 personas, al convertirse las marchas en manifestaciones al entrar en las capitales.
Las cifras de la represión ejercida sobre el SAT en las ocho marchas organizadas en cada una de las provincias andaluzas suman 74 detenidos, 140 encausados y 600 .000 euros en multas.

### "Expropiación forzosa" de material escolar
El 30 de agosto de 2013 unos 200 militantes y simpatizantes del SAT llevaron a cabo una acción simbólica que denominaron "expropiación forzosa" consistente en la sustracción de 10 carros con material escolar básico de un hipermercado de la multinacional francesa Carrefour de la provincia de Sevilla, en la carretera de Utrera. No se registró ningún tipo de incidente violento, ya que los guardias de seguridad del centro no intervinieron, accediendo a las instancias de Diego Cañamero, que les aseguró que sería "una acción sindical reivindicativa y que no iba a haber problemas".
Fuentes del SAT señalaron que el inicio del curso escolar suponía de media un desembolso de entre 100 y 150 euros por cada niño para las familias andaluzas y que el material se dirigiría en los días siguientes a familias necesitadas. Señalaron, asimismo, que en Andalucía existen dos millones de personas bajo el umbral de la pobreza y 400 000 familias con todos sus integrantes en paro y que no reciben ningún tipo de prestación.
Un día antes del comienzo del curso escolar, el material escolar "expropiado" fue entregado ante una docena de medios de comunicación a las familias que ocupan un bloque de viviendas en Sevilla, conocidas como la Corrala Utopía.

### Ocupación de la Finca del Aguardientero, renombrada "Cerro Libertad"
EL 1 de abril de 2017, alrededor de 200 militantes del SAT ocupan una finca propiedad del grupo BBVA en el término municipal de Jaén, reivindicando el cumplimiento de la función social de la tierra, tal y como proclama el Estatuto de Autonomía de Andalucía. La finca, renombrada como "Cerro Libertad", como reivindicación de la puesta en libertad del sindicalista Andrés Bódalo.

## Funcionamiento

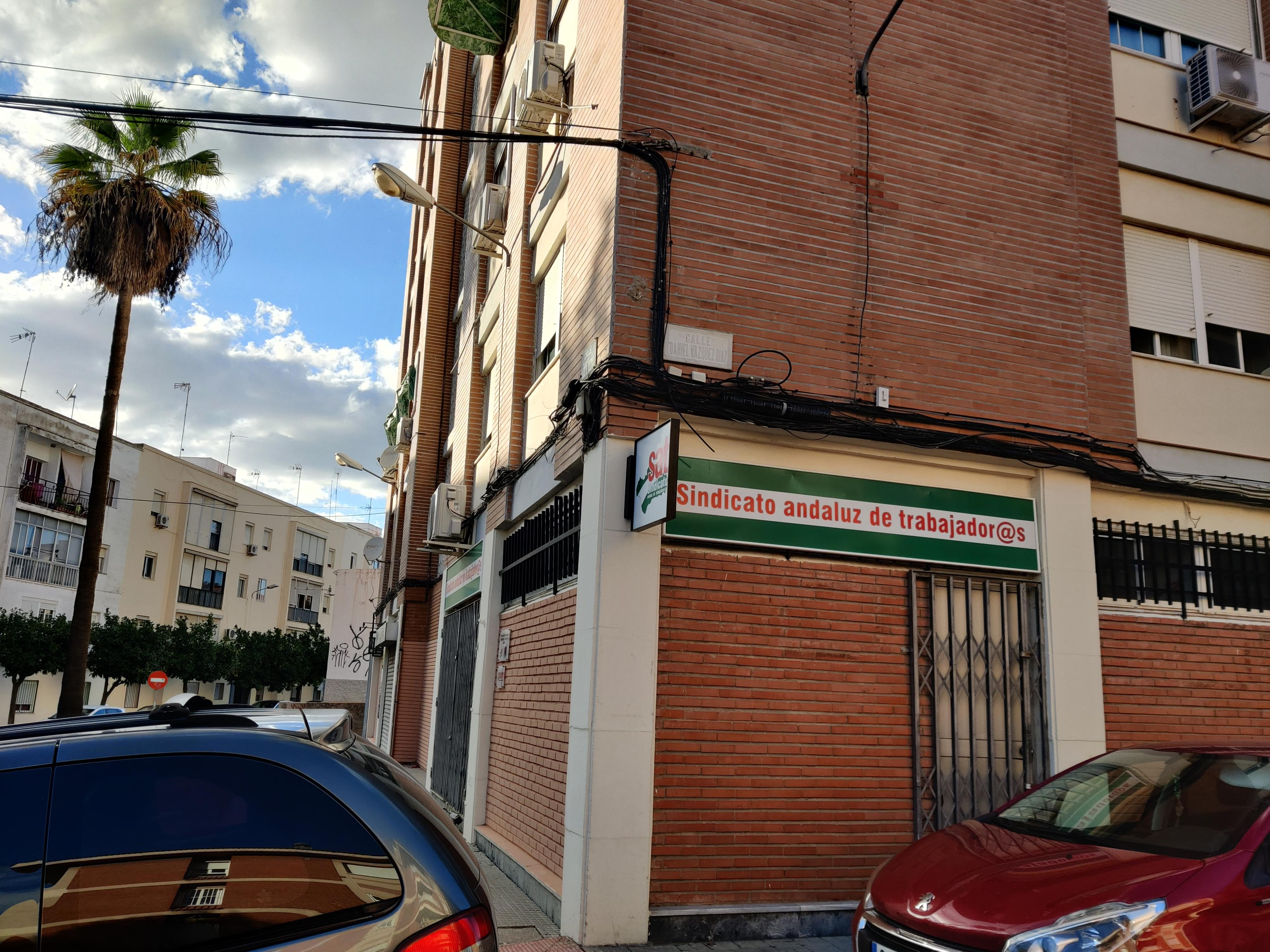
Sede

El máximo órgano del SAT es el Congreso Nacional, que se celebra, en principio, cada 4 años. El Congreso elige el Portavoz Nacional y un Comité Nacional compuesto por 50 miembros. A propuesta del Portavoz Nacional, el Comité Nacional elige de entre sus miembros a la Comisión Permanente. Entre congresos el SAT es dirigido por una Asamblea Nacional compuesta por el Comité Nacional y delegados electos de las diferentes uniones locales a razón de uno por cada 40 afiliados. Este órgano se reúne cada dos o tres meses. El órgano que ejecuta las decisiones es la Comisión Permanente.
A este órgano se unen los responsables provinciales del SAT.
El II Congreso del SAT tuvo lugar entre el 3 y el 4 de octubre de 2015 en Gilena, localidad de la provincia de Sevilla, siendo elegido Óscar Reina como Portavoz Nacional. En 2020 celebró el III en Pedrera y el IV en 2025 en Marinaleda.